# 文人
文人是儒家思想的類群概念，是指儒家文化圈傳統的知識分子，是具備一定文學修養的作家、詩人，又稱為墨客、读书人、書生、雅士等，當中“文人墨客”两个称谓常合并在一起。除了知識、學問外，文人還兼有藝術修養，如琴棋書畫等。
與文人相對的概念是武人。

## 價值觀
受孔孟思想影響，中國傳統文人通常以「仁義」為先，並且「學而優則仕」，故此文人的理想是當官（士大夫），終極目標是「位極人臣」，成為「一人之下，萬人之上」的宰相；而「不為良相，願為良醫」出自宋代范仲淹，意思是即使不能救國，至少也應成為大夫救人。
至於少數學者派文人，則希望成為聖人（「希聖」或「成聖」）；例如北宋儒學家張載名言：「為天地立心，為生民立命，為往聖繼絕學，為萬世開太平」。
另有出世一派文人，清高避世，崇尚「魏晉風度」、「越名教任自然」，追求性情和藝術表達。

## 負面評價
清初顾炎武厌恶“文人”，常引宋人刘挚之言：“士当以器识为先，一号为文人，无足观矣。”